# Ana Mendieta
Ana Mendieta (L'Havana, 18 de novembre del 1948 – Nova York, 8 de setembre del 1985) va ser una artista cubana.
L'art d'Ana Mendieta està profundament marcat pel fet d'haver emigrat de Cuba i haver-se hagut de separar de la família. El desarrelament, el renaixement i la regeneració són temes recurrents en algunes de les seves performances.

## Biografia
Ana Mendieta va passar la seva infantesa a l'illa de Cuba, fins que el 1961, després d'esclatar la revolució cubana, els seus pares, mitjançant l'operació Peter Pan, l'enviaren als Estats Units. Aquesta va ser una operació organitzada per grups catòlics nord-americans que tenia com a finalitat evacuar xiquets catòlics de Cuba per tal d'estalviar-los les suposades desgràcies de l'ateisme comunista. Ja als EUA, Ana Mendieta i la seva germana Raquelín Mendieta passaren prou mesos a un campament i d'aquí anaren a parar a un orfenat a Iowa on Ana va ser maltractada per les monges que el regentaven. Més tard va ser donada en adopció en diferents ocasions, passant de familia en familia.
Aquest esdeveniment provocà un fort impacte emocional en Ana Mendieta, que marcà no sols la seva trajectòria vital sinó també la seva obra. El 1972 Ana Mendieta es graduarà de primeres en la universitat d'Iowa i el 1977 passarà a especialitzar-se en Art Visual i Multimèdia amb Nam June Paik o Vito Acconci.
Ja des dels seus inicis, a principis dels 70, Ana Mendieta entendrà l'art com una mena de reflexió personal que mostra i permet accedir, això no obstant, a quelcom universal. Per tal de dur endavant aquesta reflexió, Ana Mendieta prendrà idees i recursos expressius de diferents corrents, com el Fluxus, l'art natura, l'art conceptual, el moviment antigal·lerista, així com tècniques diverses com la fotografia, el videoart, la instal·lació o l'art corporal. D'acord amb les premisses estètiques d'aquestos moviments, les seues són obres efímeres, que sols han restat testimoniades a través de videos i fotografies, de poca empremta en la natura i que manifesten sempre un gran respecte cap a la natura sobre la qual reflexionen. Temporalitat de les seves obres, trencant amb les regles de l’acadèmia i l’exposició clàssica en museus o galeries d’art, que serà una característica recurrent de l'art de les avantguardes.
Les seves primeres obres, mentre estudia en la universitat d'Iowa, són treballs experimentals, on utilitza el seu propi cos com a material, és la idea de trencar amb l’objecte artístic tradicional. A més, el fet que l’artista usi el seu cos com a material per l’art ens vol mostrar la lluita política, en aquest cas la lluita feminista. Altrament, en la majoria dels treballs de Mendieta d’aquest període ens mostra el seu cos completament nu, seguint la lluita feminista en l’art dels 70, fet que vol dessexualitzar el cos de la dona, donar-li una imatge neutra. Podem veure les influències de Marcel Duchamp, per exemple, en una sèrie de fotografies en format 35 mm on Mendieta juga amb el seu cabell banyat en xampú, com ho va fer ell.
El punt de partida d'Ana Mendieta serà un fenomen social habitual en el segle xx: l'exili. Tot exili implica un allunyament de la pròpia terra o desarrelament. Per tal d'expressar tal idea Ana Mendieta bastix escultures; sobretot, dos tipus d'escultures: 1) Siluetes humanes realitzades amb el mateix cos i 2) Siluetes humanes realitzades amb elements naturals com sorra, gespa, terra, etc. El que és comú a totes elles, és la vinculació que establix entre aquestes figures i la terra, ja que totes elles apareixeran tumbades com surant sobre la terra, altres vegades arrelades, enllaçades, entremesclades amb la terra, entesa aquesta com un element més ample i omniinclusiu del qual no poden separar-se completament les figures humanes que construix Mendieta. Al respecte és fara internacionalment coneguda la sèrie "Siluetes", desenvolupada al llarg dels anys 70.
En aquesta sèrie, algunes d'aquestes siluetes apareixen tacades per sang o embolcallades o velades amb llençols. Si des d'un punt de vista personal l'artista està expressant així la seua separació respecte de la seua cultura originària, des d'un punt de vista intersubjectiu, expressa així una separació real, però fràgil al mateix temps, de la figura humana respecte dels seus orígens naturals.
Des d'un punt de vista personal aquesta separació, Mendieta la va solucionar amb una immersió en la cultura afrocubana i amerindia. Això la va portar a tornar a Cuba el 1980, on va realitzar la sèrie "escultures rupestres" i també a interessar-se per les tradicions religioses i culturals que allí pervivien, com per exemple els rituals vudú que va utilitzar en performances documentades en vídeo.
La tradicional concepció femenina de la natura va fer a Ana Mendieta acostar-se als moviments feministes de l'època i vinculen els seus treballs amb l'ecologisme i l'actual ecofeminisme. Ana Mendieta és també una fita en l'art contemporani en haver introduït no sols una visió radicalment feminista i ecològica de l'art i la natura, sinó en haver contribuït a la revalorització estètica de tradicions culturals alienes a Occident.
El 1985, quan ja gaudia de renom internacional, va morir en patir un estrany accident a Manhattan, on es trobava amb la seva parella, l'escultor minimalista Carl André, el qual va ser acusat d'haver-la llançat des del pis 34 de l'hotel on es trobaven després d'una baralla. Tot i això, va quedar absolt l'any 1988 i moltes activistes feministes com ara Guerrilla Girls i Women's Action Coalition (WAC) van fer manifestacions i accions per denunciar el feminicidi de l'artista.